# SeaLifeBase
SeaLifeBase je globální online databáze informací o životě mořských živočichů. Databáze má poskytovat klíčové informace o taxonomii, rozšíření a ekologii všech živočišných mořských druhů na světě kromě ryb. SeaLifeBase doplňuje databázi FishBase, která poskytuje informace o rybách.

## Historie
Počátky SeaLifeBase sahají do 70. let 20. století, kdy se vědec Daniel Pauly snažil potvrdit hypotézu o tom, jak byla schopnost růstu ryb ovlivněna velikostí jejich žaber. Hypotézy, jako je tato, mohly být testovány pouze v případě, že bylo k dispozici velké množství empirických dat. V té době se k rybolovu využívaly analytické modely, které vyžadovaly odhady růstu a úmrtnosti ryb. Pauly se domníval, že jediným praktickým způsobem, jak by se producenti ryb mohli dostat k objemu dat, které potřebovali, bylo shromáždit všechna data dostupná v publikované literatuře do nějakého centrálního úložiště. To by znamenalo, že když je potřeba potvrdit novou hypotézu, dostupná data již budou k dispozici v ověřené a přístupné podobě a nebude třeba vytvářet nové soubory dat a následně ji potvrzovat. Počátky softwarové databáze v tomto duchu byly vytvořeny v roce 1988. Tato databáze, původně omezená na tropické ryby, se stala prototypem FishBase. FishBase byla poté rozšířena tak, aby pokryla všechny druhy ryb a stala se největší online databází ryb na světě. Od října 2016 databáze zahrnovala popisy 74 000 druhů, 12 400 obrázků a odkazy na 31 700 děl ve vědecké literatuře.
Vzhledem k úspěchu FishBase se objevila poptávka po databázi pokrývající jiné formy vodního života než ryby. To vedlo v roce 2006 ke zrodu SeaLifeBase. Dlouhodobým cílem projektu je vyvinout informační systém po vzoru FishBase, ale zahrnující všechny formy vodního života, mořského i sladkovodního – kromě ryb, na které se specializuje FishBase. Dohromady je v této kategorii známo asi 300 000 druhů.